# Quốc kỳ Estonia
Quốc kỳ Estonia (tiếng Estonia: Eesti lipp) là một lá cờ gồm ba dải màu nằm ngang bằng nhau, có tỉ lệ là 7:11. Màu xanh lam ở trên cùng, màu đen ở giữa và màu trắng ở dưới. Màu xanh lam phản chiếu màu của bầu trời, hồ nước, biển cả và lòng trung thành của người Estonia đối với quê hương. Màu đen tượng trưng cho màu của đất đai, đồng thời cũng thể hiện sự gian khó của người Estonia. Còn màu trắng tượng trưng cho hạnh phúc và ánh sáng của người dân đất nước này.

## Lịch sử

Liên bang công quốc Baltic(1918)
Đệ nhất Cộng hòa Estonia(1918-1940)
Cộng hòa Xã hội chủ nghĩa Xô viết Estonia(1940-1953)
Cộng hòa Xã hội chủ nghĩa Xô viết Estonia(1953-1990)
Đệ nhị Cộng hòa Estonia(1991-đến nay)